# 1-ше послання до Солунян
Перше послання апостола Павла до Солунян ([1 Сол.]) — перший з листів Апостола Павла до християнської громади у Солуні, книга Нового Заповіту.

## Місце і час написання
Перше послання до Солунян було написано в Коринфі у 50 році, через декілька місяців після перебування Павла у Тессалоніках (Солуні, нині Салоніки). Там апостол Павло, згідно з книгою Дії Апостолів (Дії 18:5), зустрічає Силу (Сильвана, Силуана) та Тимофія, яких він згадує на початку листа. Початкове привітання «Павло, Сильван і Тимотей — солунській Церкві» (1 Сол. 1:1) говорить про те, що в написанні послання брали участь і учні апостола.
Необхідно зазначити, що лист до Солуня отримали християни, що жили тільки через 12 років після земного життя Ісуса Христа.

## Історія
У своїй другій місіонерській подорожі вперше ступає Павло у європейський континент. Після короткого ув'язнення з Силою у Філіппах, вирушає він до Солуні. Павло проповідує там три суботи у синагозі (Дії 17:3). Після навернення перших прозелітів та жінок (Дії 17:4) дійшло до збунтування решти євреїв. Не знайшовши Павла та Силу, вони звинуватили Ясона, який дав їм притулок (Дії 17:6). Таким чином, новостворена громада мусила існувати при переслідуваннях. Виглядає, проте, що Павло був довше як три тижні у Солуні — оскільки за свого перебування там отримував декілька разів фінансову підтримку від филип'ян (Фил. 4:16), що для тритижневих часових рамок малоймовірно. Однак, також припускають, що він не знав, як довго чи коротко він там буде, і допомога була розрахована на довший час.
Після спротиву та підбурювань єврейської громади у Солуні, переходять Павло і Сила до Верії, що близько за 50 кілометрів від Солуня (Дії 17:10). Пізніше перебирається апостол Павло до Афін, а Тимофій і Сила залишаються у Македонії (Дії 17:14). Тимофій відвідує Павла у Афінах. Павло переживає за громаду у Солуні, та посилає до неї Тимофія. Далі Павло переходить до Коринфу, де залишається на 6 місяців і пише до солунян свій лист (див. Дії 18:5 у порівнянні з 1 Сол. 3:6).
Послання було відомо також вже і Отцям Церкви, воно згадане Іринеєм Ліонським, Климентом Олександрійським і Тертуліаном.

## Зміст
- Привітання (1 Сол. 1:1)
- Особисті слова Павла до солунян (1 Сол. 1:2 — 1 Сол. 3:13)
- Радість про живу віру солунян (1 Сол. 1:2-10)
- Проповідь Павла та її плоди (1 Сол. 2:1-16)
- Добра новина солунянам (1 Сол. 2:17 — 1 Сол. 3:13)
- Настановчі слова: жити в очікуванні Ісуса Христа (1 Сол. 4:1-5 — 1 Сол. 5:24)
- Заклик до святості (1 Сол. 4:1-12)
- Про воскресіння мертвих та спасіння через Ісуса Христа (1 Сол. 4:13-1 Сол. 5:11)
- Заключні настанови (1 Сол. 5:12-24)
- Заключні слова і вітання (1 Сол. 5:25-28)